# Pevcu
Pevcu je pesem Franceta Prešerna, prvič objavljena v Illyrisches Blatt 9. junija 1838 pod naslovom Oserčenje. Naslov je pesnik kasneje spremenil in nad pesmijo zapisal Pevca tožba in Pevski stan, vendar je nato naslov popravil v Pevcu. (Prešeren 1996: 243) Pesem je nastala ob koncu njegove najbolj ustvarjalne dobe in povezuje bivanjsko s pesniško tematiko (Paternu 1977: 153–154).

## Okoliščine nastanka
Pesem je na prvi pogled enostavna, vendar gre za vsebinsko in formalno zahtevno delo. V njej se je skozi perspektivo pesnika opredelil do temeljnih življenjskih vprašanj o pesnikovi usodi v svetu ter o njegovem bivanju med »nebom« in »peklom« človeškega življenja. (Paternu 1977: 153) Ni izrazil le nekega trenutnega razpoloženja, pač pa stalnejše stanje svojega duha, na kar opozarja tudi dejstvo, da je malo pred smrtjo drugo kitico pesmi kot posvetilo zapisal v knjigo, ki jo je podaril gostilničarki Neži Majerjevi. Torej je imela pesem tudi zanj poseben pomen. (Košir 1990: 112) Ozadje nastanka je povezano z vedno večjim zamiranjem literarnega življenja v Ljubljani in dokončno resignacijo nad Čbelico (Paternu 1977: 154) ter z osamljenostjo po Čopovi smrti leta 1835, z dokončnim neuspehom v ljubezni do Primičeve Julije in z začetkom brezperspektivnega razmerja z Ano Jelovškovo (Kos 1996: 82), ki jo je spoznal leta 1837. Njegova ljubezen do Ane ni bila iskrena, saj je z dvorjenjem njej želel dražiti Julijo, istočasno pa je dvoril še nekaterim dekletom (Kidrič 1938: 293–294), nikoli se nista poročila, rodili so se jima trije nezakonski otroci. O slovenskih razmerah pa je Prešeren pisal v pismu Čelakovskemu 22. avgusta 1836, v katerem je poudaril tudi občutenje osamljenosti in izločenosti pod pritiskom konservativnih sil in cenzure (Paternu 1977: 154). Vendar biografska dejstva sama na sebi ne pojasnjujejo duha pesmi, potrebno je upoštevati tudi širše ozadje pesnikovega življenjskega občutja in nazora. Slednji temelji v usodnem spopadu med želeno in uresničljivo predstavo o svetu, med občutenjem lastne vrednosti in krivičnim prezirom, ki mu ga kaže svet. (Kos 1996: 82) V Pevcu Prešeren obravnava nekatera temeljna vprašanja o človeškem in pesniškem življenju, postavljena tudi v Sonetih nesreče, Glosi, Prostem srcu in Krstu pri Savici. V Glosi, drugi najbolj vidni pesmi o pesniškem poklicu, je življenje pesnika kot v Pevcu nesrečno in trpeče, vendar se mu Glosa zoperstavlja z vero v samozadostnost pesniške domišljije, v Pevcu pa je razmerje drugačno. V središče je postavljena tema pesnikovega trpljenja, iz katerega se ne more umakniti v harmonični svet pesniške lepote. V Pevcu ljubezenska tematika ni več prisotna, saj se v celoti umakne bivanjski in pesniški tematiki. Tematski premik je opazen že v Prostem srcu, ki predstavlja prehod od ljubezenske v širšo, filozofsko tematiko. Premik v bivanjsko tematiko pa viden tudi v Sonetih nesreče in Krstu pri Savici. (Paternu 1977: 153–154)

## Vsebina
Pesem je vsebinsko dvodelna, sestavljena iz treh in dveh kitic, pri čemer prvi del nasprotuje drugemu in temo o trpljenju razvija na drugačen način. Prve tri kitice govorijo o trpljenju na konflikten način, nasproti pa postavljajo temo upiranja trpljenju. V vsak začetni verz je postavljena nedoločna oseba (»Kdo zna«, »Kdo ve«, »Kdo uči«), ki naj bi obvladala negativne moči (»noč temno /…/ ki tare duha«, »kragulja /…/ ki kljuje srce«), ki uničujejo človekov pokončni duh. Nedoločna oseba predstavlja voljo, željo oz. misel k zmagi, ki se zoperstavlja brezupnemu trpljenju. Vprašanja so retorična, saj je klicani Kdo lahko tudi nekdo, ki ga ni, lahko je Nihče (Paternu 1994: 167). Drugi del začetnega verza so trije glagoli (»Kdo zna«, »Kdo ve«, »Kdo uči«), ki se po Paternujevem mnenju stopnjujejo, tako da vsak naslednji pomeni intenzivnejšo stopnjo obvladovanja negativnih sil: znati – vedeti – učiti. Tako se stopnjujejo tudi ostali glagoli: »razjásnit’« noč temno – »odgnati« kragulja – »izbrisat’« iz spomina in glagoli, ki predstavljajo moč in razsežnost negativnih sil: najprej se polastijo duha, nato srca in spomina, obvladujejo sedanjost, preteklost in prihodnost. Upirajoči se »Kdo« ostaja osamljen, kar se kaže tudi grafično v uvodnih verzih kitic, obdaja pa ga v vsaki kitici obsežnejša gmota nasprotnih moči. Razumevanje in razlaganje »Kdo-ja« in njegove zmogljivosti je pri bralcih različno, od možnosti, da je pesnik tisti, ki zna »noč temno razjasnit«, do čisto nasprotne možnosti, da je ne zna razjasniti nihče. (Paternu 1977: 154–155) 
Četrta kitica prekine dramatično napetost, ki je svoj vrh dosegla v tretji kitici. V njej lirski subjekt z distance pouči samega sebe, da mora pesnik sprejeti »nebo« in »pekel« človekovega bivanja, sprejeti mora večni nemir in trpljenje. Nazor sprejemanja življenjske disharmonije in trpljenja ter vztrajanja v mučni danosti se je pri Prešernu uveljavil postopoma in označil drugo obdobje njegove romantike, ki je sledilo dotedanji poeziji upiranja trpljenju. V ozadju tega nazora je romantični mit poeta in njegovega stanu, vendar ne več Orfeja, ki odrešuje sebe in spreminja svet v harmonijo in lepoto, pač pa Prometeja, ki mora prenašati trpljenje – gre za premik od orfejstva k prometejstvu, ki je opazen na prehodu od Sonetnega venca do pesmi Pevcu. Položaj lirskega subjekta na koncu pesmi je podoben tistemu iz sklepnega soneta Sonetov nesreče Čez tebe več ne bo sovražna sreča, kjer se je prvič poskušal odreči tožbi nad trpljenjem in sprejeti življenjsko danost ravnodušno (»naprej me sreča gladi, ali tepi, / me tnalo najdla boš neobčutljivo«). (Paternu 1977: 156–157)

## Kompozicija
Pesem je simetrična: sestavljena je iz petih kitic, katerih prva in zadnja obsegata dva, druga in četrta tri, tretja kitica pa štiri verze. Vendar zgradba vsebine zunanjo simetrijo kitic podira, saj antitetična enota zavzema tri kitice, katarzična pa dve, torej gre za razmerje devetih in petih verzov. (Paternu 1977: 165)
Zunanja podoba kompozicije povezuje likovno oblikovanost z vsebino pesmi, kar je najbolj vidno v strmem kitično prostorskem naraščanju besedila, ki izpoveduje muko trpljenja, in nato v krčenju besedila, ki izpoveduje sprejemanje trpljenja. Gre skorajda za t. i. carmen figuratum oz. likovno pesem. Avgust Žigon je menil, da bi se iz pesmi dalo prepoznati obris spominske plošče, natančneje napisa na spominski plošči, ki je vklesan tako, da je poudarjena ena sama vertikala in pet različno krepkih horizontal, ki se tanjšajo proti vrhu in dnu, v središču pa nosijo svojo težo. Lahko bi šlo tudi za večkratni križ. Simbolna vsebina zarisanega lika ni samostojna, ampak odvisna od vsebine besedila. Torej je pesem carmen figuratum v vsebinsko zahtevni, a likovno izraženi obliki, kakršna se kasneje pojavlja tudi pri Josipu Stritarju in Simonu Gregorčiču. Josip Puntar je poreklo Prešernovega likovnega pesnjenja razlagal ob Langejevi poetiki. V Pevcu je razbral vzorec trikotne oz. jajčaste oblike, narejen po načelu matematično natančne piramidalne simetrije. Do svoje ugotovitve je prišel ob raziskovanju helenističnih in aleksandrinskih tekstov v obliki piščalke, sekire, kril, žrtvenika, lastovičjega gnezda. Avgust Žigon je izvor iskal v italijanski renesansi, s katero se je Prešeren seznanil preko Čopa, France Kidrič pa pri Langu in Gottholdu. Vendar pesmi Prešren ni docela prišteval za carmen figuratum, saj bi jo v Poezijah sicer verjetno uvrstil med »različne poezije« in ne med »pesmi«. (Paternu 1977: 165–166)
Pevcu se s svojim posebnim, nevezanim in dinamičnim ustrojem oddaljuje od Prešernovih dotedanjih vezanih klasičnih oblik, predvsem soneta in stance, po drugi strani pa izbira nov, še strožji gradbeni red. Kljub na videz samostojni, čisto individualni tvorbi, lahko v pesmi prepoznamo obris soneta. Pevcu ima kot sonet 14 verzov in tudi antitetični prelom dveh vsebinskih delov je blizu običajne notranje meje soneta (devet proti pet verzov namesto osem proti šest verzov). (Paternu 1977: 166–167 )

## Slog
Boris Paternu je izpostavil dvodelnost pesmi tudi glede na višino intonacije pri branju oz. recitiranju, na kar je opozoril že Jože Toporišič. Pri branju pesmi bodo prve tri kitice, ki vsebujejo spopad s trpljenjem, izgovorjene z višjo intonacijo kot sklepni kitici, kjer se spopad preneha. Jože Toporišič je naraščanje intonacije primerjal z vsakdanjim občevanjem, v katerem ob ponovljenem vprašanju drugič izgovorimo vprašanje z višjim glasom ali večjo močjo (Toporišič 1958/59: 136). Intonacija od prve do tretje kitice torej narašča, v zadnjih dveh pa se spušča. Znotraj kitic pa je ravno obratno: v prvih treh kiticah po najbolj poudarjenih prvih verzih intonacija pada, v zadnjih dveh kiticah pa je na začetku intonacija nižja in nato narašča. Torej v prvem delu, kjer intonacija narašča, znotraj kitic intonacija pada, v drugem delu, kjer intonacija pada, pa znotraj kitic narašča. Intonacijski potek tako ustreza vsebinski dinamiki prvega in drugega dela (upor – popuščanje, popuščanje – vztrajanje). (Paternu 1977: 161–162)
Opazno izrazno sredstvo je tudi glasovna instrumentacija. V prvih besedah vsake kitice »Kdó – Kdó – Kdó – Kdó – Stanú« so vokali o – o – o – o – u, v končnih rimanih vokalih pa a – a – e – e – e – i – i – i – i – o – o – o – u – u. V prvih treh kiticah  sta si vokala vsake kitice v glasovnem nasprotju, kar se ujema z antitetično vsebino, v zadnjih dveh kiticah pa se izenačita. (Paternu 1977: 162–163)
Teoretskih virov glasovnega barvanja pri Prešernu je več. Razpravljanja o evfoniji ter temeljnih barvnih in psiholoških lastnostih vokalov A. W. Schlegla so bila objavljena prepozno, da bi jih Prešeren lahko poznal, podobna razmišljanja pa bi lahko poznal iz starejših Klopstockovih Fragmentov o jeziku in pesniški umetnosti ali nemške slovnice A. F. Bernhardija.  Bernhardi je npr. a-ju pripisoval blaga čustva, e-ju vznemirjenost, i-ju nagla in močna čustva, o-ju bolj umirjena in u-ju neprijetna čustva. Druga možna razlaga je povezava s starejšimi evfoničnimi postopki. Vokalna igra a – e – i – o – u, potekajoča po sklepnih, rimanih vokalih, tako da se vsaka izmed petih kitic skozi vse verze končuje s svojim rimanim vokalom (prva z a-jem, druga z e-jem, tretja z i-jem, četrta z o-jem in peta z u-jem), sega v srednji vek, razvil jo je nemški pesnik Walter von der Vogelweide. Najstarejši vir pa je latinski biblijski citat (Pridigar 1,2) o minljivost vsega »Vanitas vanitatum, et omnia vanitas« (»ničevost ničevosti in vse je ničevost«), ki nosi v sebi vseh pet temeljnih vokalov. Prešeren je v tem času svojega ustvarjanja za osrednje pesnitve jemal podobe in prispodobe prav iz tega območja evropske in domače srednjeveške pesniške tradicije, kar se kaže tudi v metaforiki. Sklepni podobi pekla in neba sta vzeti iz krščanskega mita, podoba kragulja pa iz antične topike o Prometeju. (Paternu 1977: 162–164)

## Različne razlage
Pevcu spada skupaj s Soneti nesreče in Krstom pri Savici med najbolj nedorečena mesta v Prešernovi poeziji, zato obstaja več različnih razlag, zlasti o sklepnem delu pesmi. Ivan Prijatelj je pesem Pevcu imenoval »Prešernova alfa in omega«, ki ne nosi naključno vokalov od a do u, in v njej prepoznaval v Krstu pri Savici izgubljeno, nato pa spet pridobljeno »moško silo«. Avgust Žigon je pojavom v pesmi nadel metafizične in mistične razsežnosti. Pevcu je razlagal kot nekakšno pesnikovo prvoosebno transkribcijo Črtomirovega »spreobrnjenja« iz pogana v duhovnika. V njej naj bi Prešeren dokončno razvozlal svojo krizo in razrešil uganko trpljenja, saj naj bi prav v njem spoznal »blagoslov«. Josip Vidmar je pesem štel za »zaključek Prešernove najrazkošnejše ustvarjalnosti«. Poudaril je Prešernovo pojmovanje pesniškega dela, ki pesniku nalaga prenašati pekel življenja, saj je pomembna njegova dolžnost in ne muke. Torej gre za podreditev vsega osebnega višjemu zakonu življenja, kar je imenoval pesnikova zrelost. Anton Slodnjak je pesem razlagal na ozadju ljubezenske biografije. S pesmijo naj Prešeren ne bi izrazil le pripravljenosti, da sprejme neskladnost življenja, ampak tudi odločitev, da nadaljuje razmerje z Ano Jelovškovo. Juraj Martinović je v pesmi odkril sizifovske miselne razsežnosti, zavest nemoči, da bi spremenil svoj položaj, zavest o absurdnosti uporništva. Katarzični moment razlaga kot  sprejemanje človekovega bistva, ki je obstajanje v neobvladljivem položaju absurda. (Paternu 1977: 158–160)